# Tomislav Dujmović
Tomislav Dujmović (Zágráb, 1981. február 26. –) horvát válogatott labdarúgó, jelenleg a Gyinamo Moszkva játékosa, de kölcsönben a Mordovija Szaranszkban szerepel. Posztját tekintve védekező középpályás.

## Pályafutása

### Klubcsapatokban
Pályafutását az NK Savaban kezdte, majd a Dinamo Zagrebhoz került. A Dinamoban egyetlen mérkőzésen sem kapott szerepet, így csapatot váltott. 2000 és 2003 között a Hrvatski Dragovoljac csapatát erősítette. Ezt követte az Inter Zaprešić (2003–2005) és a Međimurje Čakovec (2005–2006).
2006-ban Oroszországba az Amkar Permhez igazolt, ahol nemsoká az orosz bajnokság egyik legkiválóbb védekező középpályása lett. 2009-ig volt az Amkar játékosa. 2009-ben a  Lokomotyiv Moszkvához tette át a székhelyét. Egy év után innen is távozott és a Gyinamo Moszkva csapatához szerződött.
2012. január 17-én a spanyol Real Zaragozához került kölcsönbe. Első mérkőzésére január 22-én került sor a Levante ellen.

### Válogatottban
A horvát nemzeti csapatban 2009. november 14-én debütálhatott egy Liechtenstein elleni barátságos mérkőzésen. A félidőben állt be és 20 perc játéklehetőséget kapott.
Az Európa-bajnoki keretszűkítést követően a szövetségi kapitány Slaven Bilić nevezte őt a 2012-es Eb-re készülő 23 fős keretébe.